# Dictya oxybeles
Dictya oxybeles är en tvåvingeart som beskrevs av Steyskal 1960. Dictya oxybeles ingår i släktet Dictya och familjen kärrflugor. Inga underarter finns listade i Catalogue of Life.